# Jan Gruter
Jan Gruter, latin Gruterus (født 3. december 1560 i Antwerpen, død 20. september 1627 i Berhelden ved Heidelberg) var en flamsk filolog og epigrafist. 
Da hans Fader i 1567 var medunderskriver af protesten imod Filip II’s tyranniske færd i Nederlandene, måtte Gruter, hvis egl. navn var Gruytère, med sine forældre, for at undgå Spaniernes hævn, flygte til England, hans moders hjemland. Han studerede især sprog og historie, først i Cambridge, siden i Leyden, da byen var blevet fri for fremmedherredømmet, og besøgte siden andre Universitetsbyer, i fl. af hvilke han optrådte som
Lærer. I 1589 kaldtes han af Christian 1. af Sachsen til Professor i historie ved Universitet i Wittenberg; men da denne fyrste var død, og man forlangte af Gruter, at han skulde underskrive konkordieformelen, måtte han i 1592, da han nægtede dette, opgive sin Stilling. 
Men samme år kaldtes han til Heidelberg som professor i historie; I 1602 blev han tillige bibliotekar. I Heidelberg udgav han 1602—03 efter opfordring af Jos. Scaliger og med denne som medarbejder sit hovedværk Inscriptiones antiquæ totius orbis romani (2 Bd), et for sin tid fortrinligt værk, der bl.a. udgaves på ny i 1707 af Grävius i Amsterdam (4 Bd). Da Tilly i Trediveårskrigen indtog Heidelberg i 1622, berøvede Sejrherrerne Gruter hans udmærkede Privatbibliotek, og måtte han flygte fra byen. Gruter blev forfatter til mange skrifter og afhandlinger, af hvilke der foruden nysnævnte epigrafiske værk bør omtale hans Florilegium ethico politicum (1610), en samling ordsprog og tankesprog fra forskellige sprog.